# Блу Скај (Колорадо)
Блу Скај (енгл. Blue Sky) насељено је место без административног статуса у америчкој савезној држави Колорадо.

## Демографија
По попису из 2010. године број становника је 24.
| Група             | 2000.    | 2010.     |
| Белци             | 0 (0,0%) | 9 (37,5%) |
| Афроамериканци    | 0 (0,0%) | 0 (0,0%)  |
| Азијати           | 0 (0,0%) | 4 (16,7%) |
| Хиспаноамериканци | 0 (0,0%) | 5 (20,8%) |
| Укупно            | 0        | 24        |